# Don Mot Daeng (huyện)
Don Mot Daeng (tiếng Thái: ดอนมดแดง) là một huyện (amphoe) ở miền trung của tỉnh Ubon Ratchathani, đông bắc Thái Lan.
Huyện được đặt tên theo cù lao Don Mot Daeng trên sông Mun.

## Lịch sử
Khu vực của huyện đã được tách ra từ Mueang Ubon Ratchathani và thành lập một tiểu huyện (king amphoe) ngày 1 tháng 4 năm 1991. Đơn vị này đã được nâng cấp thành huyện ngày 5 tháng 12 năm 1996.

## Địa lý
Các huyện giáp ranh (từ phía đông theo chiều kim đồng hồ) là: Tan Sum, Sawang Wirawong, Mueang Ubon Ratchathani, Lao Suea Kok và Trakan Phuet Phon của tỉnh Ubon Ratchathani.
Nguồn nước quan trọng ở huyện này là sông Mun và sông Se Bok.

## Hành chính
Huyện này được chia thành 4 phó huyện (tambon), các đơn vị này lại được chia ra thành 46 làng (muban). Không có khu vực đô thị, có 4 Tổ chức hành chính tambon.
| STT. | Tên           | Tên Thái | Số làng | Dân số |  |
| ---- | ------------- | -------- | ------- | ------ |  |
| 1.   | Don Mot Daeng | ดอนมดแดง | 13      | 8.664  |  |
| 2.   | Lao Daeng     | เหล่าแดง  | 13      | 6.924  |  |
| 3.   | Tha Mueang    | ท่าเมือง   | 10      | 5.996  |  |
| 4.   | Kham Hai Yai  | คำไฮใหญ่  | 10      | 4.717  |  |